# North Forty Foot Bank
North Forty Foot Bank var en civil parish från 1858 till 1906 då den blev en del av Brothertoft och Pelham's Lands, i grevskapet Lincolnshire, i England. Civil parish var belägen 11 km från Boston och hade 163 invånare år 1901.